# Chirita carnosifolia
Chirita carnosifolia är en tvåhjärtbladig växtart som beskrevs av Cheng Yih Wu och Hsi Wen Li. Chirita carnosifolia ingår i släktet Chirita och familjen Gesneriaceae. Inga underarter finns listade i Catalogue of Life.